# Olof Andrén (präst)
Olof Christian Telemaque Andrén, född 21 september 1824 i Malmö, död 11 juni 1870 i Asarum, var en svensk präst.

## Biografi
Andrén var en av den svensk-lutherska kyrkans pionjärer i USA, besökte Sverige som Augustanasynodens ombud 1860 och satte igång en insamling till synodens blivande läroverk. Andrén stannade av hälsoskäl kvar i Sverige och dog som kyrkoherde i Asarums församling.